# Louis Geudens
Louis Geudens (Turnhout, 28 februari 1788 ― Borgerhout, 19 september 1870) was lid van het Belgisch Nationaal Congres.
Geudens werd verkozen voor het arrondissement Turnhout. Hij werd pas als derde opvolger gekozen en alleen omdat een effectief gekozene en de eerste twee opvolgers weigerden te zetelen, werd op hem beroep gedaan. Hij kwam niet tussen in de debatten. Hij werd gecatalogeerd onder de gematigde katholieken en stemde voor de onafhankelijkheidsverklaring en voor de eeuwigdurende uitsluiting van het Huis van Nassau. 
Hij stemde voor de hertog van Nemours als kandidaat-koning maar was afwezig toen voor regent Surlet de Chokier moest gestemd worden. In juni stemde hij voor Leopold van Saksen Coburg, maar in juli stemde hij tegen de aanvaarding van het Verdrag der XVIII artikelen.
In een later leven was hij vrederechter en vervolgens griffier bij de rechtbank van Eerste aanleg in Antwerpen.